# Курбанов, Олим
Оли́м Курба́нов (тадж. Олим Қуробонов) — таджикистанский пловец. Участник Олимпийских игр 2016 года в Рио-де-Жанейро по дисциплине плавания на 50 метров вольным стилем (занял 62-е место). Является победителем и призёром ряда национальных и международных турниров по плаванию.
С 2012 года начал заниматься плаванием. Кандидат в мастера спорта Республики Таджикистан. Участвовал на чемпионате мира по водным видам спорта в Дохе в 2014 году, и в Казани в 2015 году. В 2014 и 2015 годах стал чемпионом Таджикистана по плаванию в вольном стиле и в стиле кроль. В том же году смог пройти квалификацию и получить путёвку на Олимпийские игры 2016 года, которые прошли в бразильском городе Рио-де-Жанейро. Там он занял 62-е место и не смог выйти на следующий этап.